# Orloj

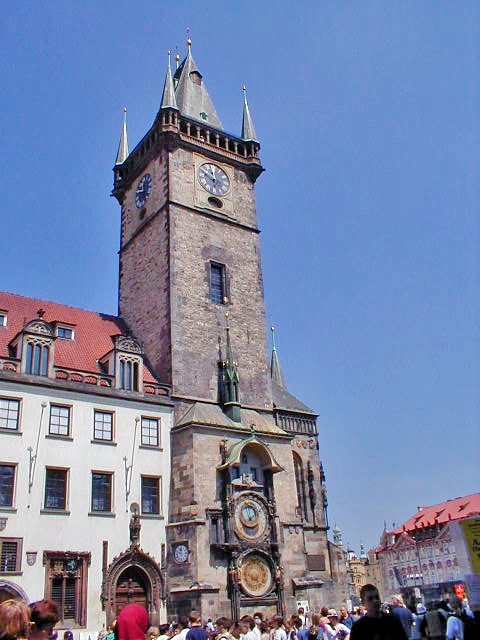
O Relógio Astronômico na Praça da Cidade Velha, de Praga

O Orloj é um relógio astronômico medieval, localizado em Praga, capital da República Checa. Este relógio foi montado na parede sul da Prefeitura Municipal da Cidade Velha na Praça da Cidade Velha, que são atrações turísticas bastante populares.
O Orloj é composto de três componentes principais: o mostrador astronômico, representando a posição do Sol e da Lua no céu, além de mostrar vários detalhes celestes; a ”Caminhada dos Apóstolos”, um show mecânico representado a cada troca de hora com as figuras dos apóstolos e outras esculturas com movimento; e um mostrador-calendário com medalhões representando os meses (ou zodíacos, como aparecem em alguns textos).

## História
A parte mais antiga do Orloj, composta pelo relógio mecânico e o mostrador astronômico, foi feita pelo relojoeiro Mikulas de Kadan e Jan Sindel, mais tarde professor de matemática e astronomia da Universidade de Charles, em 1410. Este relógio é o terceiro de seu tipo. O primeiro foi construído em Pádua em 1334.
Mais tarde (presume-se que foi em torno de 1490) o mostrador do calendário foi adicionado e a fachada do relógio foi decorada com esculturas góticas.
Em 1552, este relógio foi reparado pelo mestre-relojoeiro do Orloj, Jan Táborský, que também escreveu um relatório sobre ele que menciona Jan Huze, também conhecido como Hanus, como o construtor do relógio. Essa informação foi um engano, corrigido durante o século XX.
O Orloj parou de trabalhar muitas vezes durante os séculos, depois do reparo de 1552 e foi consertado muitas vezes. No século XVII, foram adicionadas as estátuas móveis. As estátuas dos apóstolos, no topo, foram adicionadas num grande reparo feito entre 1865 e 1866.
O Orloj sofreu muitos danos nos últimos dias da Segunda Guerra Mundial quando os alemães apontaram o fogo da artilharia ao prédio da prefeitura. Toda a área foi queimada, junto com as esculturas de madeira do Orloj, assim como a face do calendário, de grande valor artístico, produzidos por Josef Manes. A máquina original foi consertada e o relógio voltou ao seu funcionamento normal em 1948, depois de muita pesquisa.
Existem algumas histórias pouco realistas sobre a construção do relógio astronômico. Por muito tempo, acreditou-se que o Orloj fora construído em 1490 pelo mestre-relojoeiro Hanus e seu assistente Jakub Čech. Outra história fictícia envolve o mesmo Mestre-Relojoeiro. A lenda conta que ele foi cegado para que não pudesse mais construir outro relógio parecido com esse.

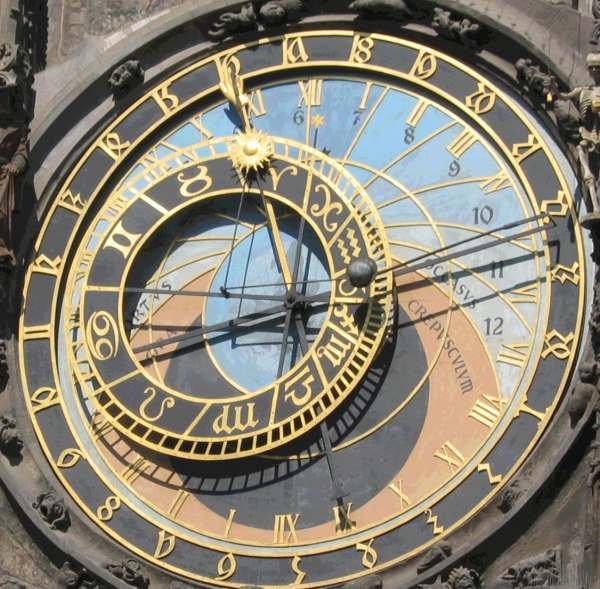
O mostrador astronômico do Orloj

## O mostrador astronômico
O mostrador astronômico é forma mecânica do astrolábio, instrumento muito usado pela Astronomia medieval. De outro modo, o mostrador astronômico pode ser visto como planetário primitivo, que mostra o estado atual do Universo.
O fundo do mostrador astronômico representa o Planeta Terra (com Praga como seu centro) e o céu e, no entorno disso, há quatro dos principais componentes móveis: o anel zodiacal, mais interno e que circunda a representação do planeta, um anel rotatório externo, um ícone representando o sol e outro representando a lua.
As letras de ouro ultraperiféricas em um anel preto ao redor do relógio indicam o Tempo Antigo Checo usando símbolos conhecidos como numeral Schwabacher.

### Fundo estacionário
O fundo estacionário representa a Terra e a visão local do céu. O fundo azul, bem no centro, representa a Terra e o azul na parte de cima representa a parte do céu que está acima da linha do horizonte. As áreas vermelhas e pretas representam a porção celestial abaixo da linha do horizonte. Durante o dia, o sol move-se em cima da área azul. Durante o nascer e o pôr do sol, ele move-se pelas áreas avermelhadas. A parte vermelha a oeste (esquerda) representa a aurora, assim como a parte leste, à direita, simboliza o horário do crepúsculo. Essas mesmas regras valem para a localização da lua.
Os números romanos em dourado, na borda mais externa do círculo azul, seguem a escala de 24 horas diárias e mostram o horário local de Praga (fuso horário centro-europeu). As linhas douradas curvas, que dividem a parte azul do mostrador em doze partes, demonstram os “horários desiguais”. Esses horários equivalem a um doze-avos do tempo decorrido entre o nascer e o pôr do sol e variam na proporção em que o tempo de luminosidade de cada dia aumenta ou diminui, conforme a época do ano.

### O anel zodiacal
Na área interna do anel preto mais externo, há um outro anel móvel, que marca os signos do zodíaco e indicam o movimento das estrelas. A pequena estrela dourada mostra o equinócio de verão (ao passo que, no hemisfério sul é o mesmo dia do equinócio de inverno) e o horário estelar pode ser lido na escala com os números romanos.

### A antiga escala de tempo checa

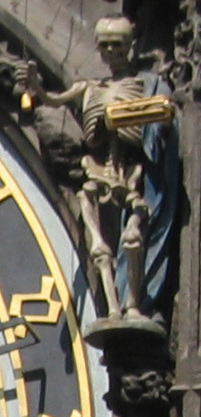
A estátua que representa a morte

No extremo externo do relógio, numerais dourados Schwabacher estão presos em um fundo preto. Esses números indicam o tempo antigo checo (ou "horas italianas"), com as medidas começando em "1" no pôr do sol. Esse anel move-se durante o ano para coincidir com o horário do pôr do sol

### Sol
O sol dourado move-se em torno do círculo zodiacal, mostrando sua posição na eclíptica da terra. O sol está colocado a um braço com uma mão dourada e, juntos, estes objetos mostram o horário de três maneiras diferentes:
1. A posição da mão dourada sobre os números romanos no fundo mostram o horário local de Praga;
2. A posição do sol sobre as linhas curvas douradas do fundo mostram o tempo nas Horas Desiguais; e,
3. A posição da mão dourada sobre o anel externo indica o tempo decorrido na Velha Escala Tcheca.

Adicionalmente, a distância do Sol do centro do mostrador mostra o horário do nascer e do pôr do sol.

### Lua
O movimento da lua na elíptica é mostrado, assim como o sol, embora a velocidade seja muito mais rápida. A esfera semiprateada da lua mostra a fase lunar.

## O show da mudança de horário
A mudança da hora neste relógio é antecedida por um “show”. A demonstração é iniciada com a estátua da morte virando sua ampulheta. Ao mesmo tempo, é iniciada a parada dos doze apóstolos. A ordem do aparecimento é a seguinte:
Na janela esquerda:
1. Paulo, com um livro e uma espada;
2. Tomé, com uma lança;
3. Judas, com um livro;
4. Simão, com uma serra;
5. Bartolomeu, com um livro; e
6. José, com um pergaminho.

Na janela direita:
1. Pedro, com uma chave;
2. Mateus, com um machado;
3. João, com uma cobra;
4. André, com uma cruz;
5. Filipe, com uma cruz; e
6. João Evangelista, com um porrete.

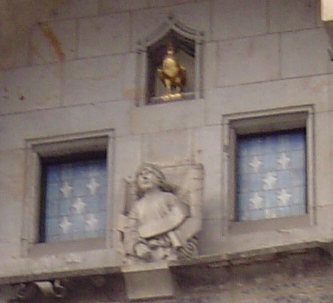
Em cima, está o galo que canta e logo abaixo as portas em que os apóstolos aparecem

A mudança de horário é feita logo após ao carcarejo do galo, ao topo do relógio.

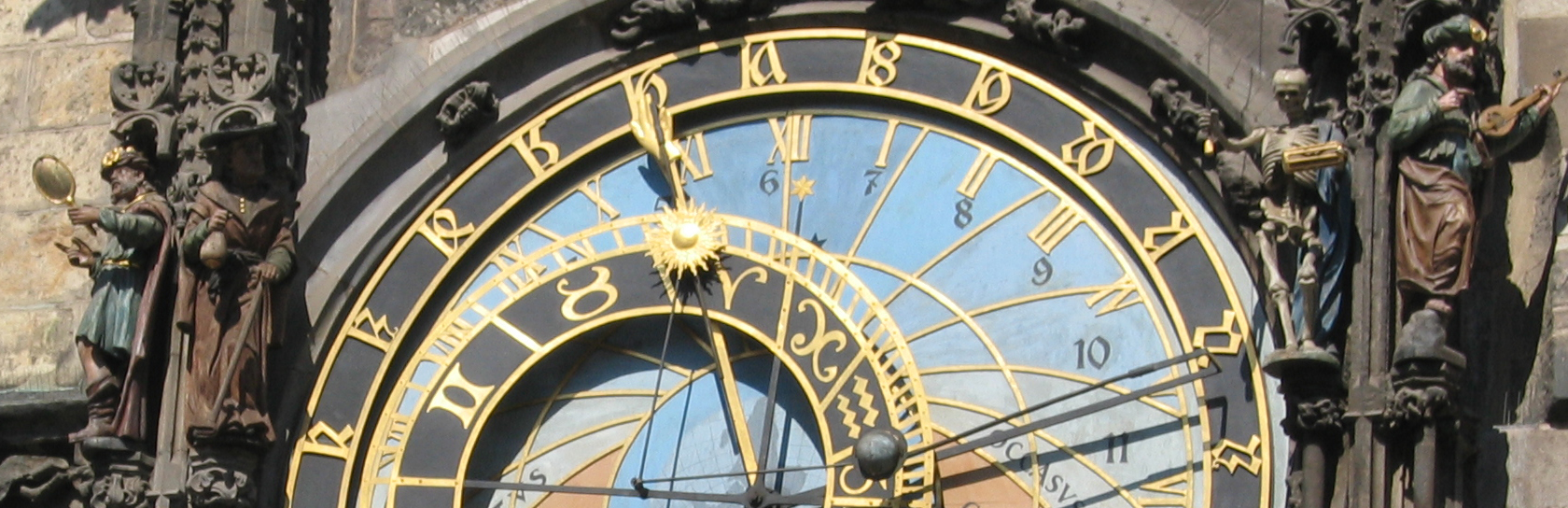
Estátuas em torno do mostrador. A esquerda, a Vaidade e a Avareza. A direita, a Morte e o Turco

## Outros detalhes arquitetônicos da fachada
Há alguns detalhes arquitetônicos na fachada do relógio que são dignos de nota, inclusive por que fala algo sobre a população de Praga à época da decoração da face.

### Estátuas
Na fachada do relógio, além dos apóstolos, há 8 outras estátuas, descritas a seguir.

#### Estátuas em torno do mostrador
Nas laterais, na parte mais alta do mostrador, existem as seguintes estátuas:
Do lado esquerdo:
- A vaidade, com um espelho na mão; e
- A avareza, com um judeu segurando um saco de dinheiro na mão.

Do lado direito:
- A morte, com a ampulheta na mão; e
- A invasão pagã.

É importante falar que essas quatro estátuas representavam as quatro maiores preocupações cívicas da população praguense da época.

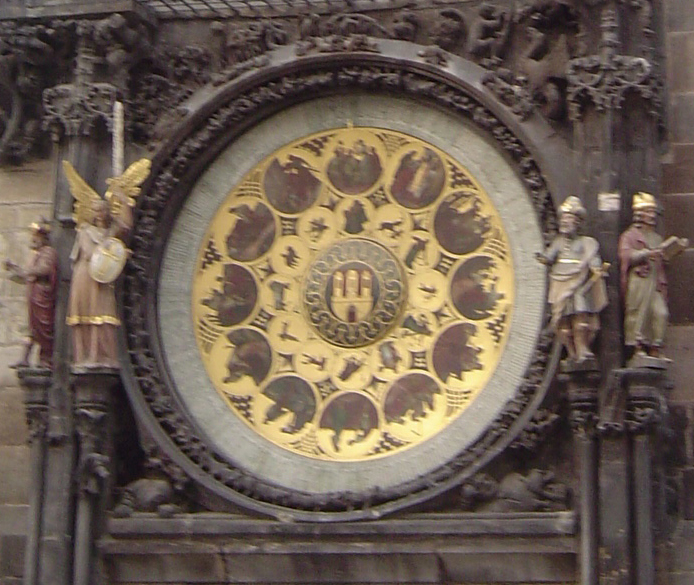
Estátuas abaixo do mostrador. A esquerda, um Cronista e um Anjo. A direita, um Astrônomo e um Filósofo. No centro, um calendário

#### Estátuas abaixo do mostrador
As figuras em torno do calendário são, da esquerda para a direita, um cronista, um anjo, um astrônomo e um filósofo. Estas estátuas podem ser interpretadas como as quatro fontes mais importantes da arte e da cultura praguense da época.

### A roda-calendário
O calendário sob o mostrador do relógio é uma réplica de uma pintura do revivalista tcheco Josef Mánes, produzida em 1866.
Nesta peça está representado todo o conhecimento astronômico da época, assim como doze cenas representando as quatro estações climáticas que, ao mesmo tempo, celebram a vida rural da região da Bohêmia
Fonte para as divisões 3 e 4:
- Guia de Praga, Victoria (Austrália): Lonely Planet, 2003. 208 p., it. (Old Town Square). Inclui Mapas da cidade.